# Anton Lupașcu
Anton Lupașcu (n. 2 august 1865 - d. ?) a fost unul dintre ofițerii Armatei României, care a exercitat comanda unor mari unități și unități militare, pe timp de război, în perioada Primului Război Mondial și operațiilor militare postbelice. 

## Cariera militară
Anton Lupașcu a ocupat diferite poziții în cadrul unităților de cavalerie ale armatei române, avansând până în anul 1906 la gradul de maior. A fost locotenent-colonel în 1912 și colonel în 1915.
În perioada Primului Război Mondial a îndeplinit funcția de comandant al Regimentului 5 Roșiori și comandant al Brigăzii 6 Roșiori.:p. 272, 288
În cadrul acțiunilor militare postbelice, a fost comandant al Brigăzii 6 Roșiori.:p. 329

## Decorații
- Ordinul „Coroana României”, în grad de ofițer (1909) [1]:p. 586